# George Finnegan
George Finnegan (n. septembrie 1881, California, SUA – d. 28 februarie 1913, California, SUA) a fost un boxer ce a reprezentat Statele Unite ale Americii, medaliat olimpic. A participat la o ediție a Jocurilor Olimpice (1904) în care a câștigat o medalie de aur și o medalie de argint.